# Sinead Kerr

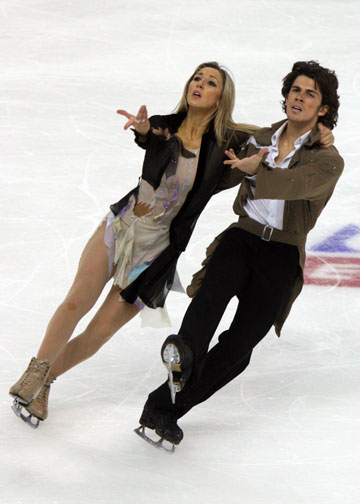
Sinead Kerr
/ John Kerr

Sinead Kerr (Dundee, 30 augustus 1978) is een Britse (Schots) kunstschaatsster.
Kerr is actief in het ijsdansen en haar vaste sportpartner is haar broer John Kerr. Hun huidige trainer is de Rus Jevgeni Platov. Voorheen reed ze onder andere met Jamie Ferguson.
Broer en zus schaatsen met elkaar sinds 2000. Buiten het schaatsen zijn ze beiden acteur en model om de onkosten die het schaatsen met zich meebrengt te vergoeden. John speelde ooit de dubbelganger van voetballer Ally McCoist. Sinead werkt als model onder andere voor de ontwerper Alexander McQueen.
Op het WK van 2008 scoorden ze hun beste resultaat tot dan toe, al hun sores waren persoonlijke records. Op het EK van 2009 wonnen ze hun eerste medaille op een ISU kampioenschap, ze wonnen de bronzen medaille, en verbeterden hun score op de verplichte dans. Sinead was op dit kampioenschap de oudste deelneemster. Op het WK van 2009 verbeterden ze twee persoonlijke scores (verplichte en originele dans) en eindigden een plaatsje hoger dan in 2008. Tijdens de Olympische Winterspelen in Vancouver verbeterden ze hun pr op de verplichte kür en eindigden ze als achtste. Op het WK van 2010 verbeterden ze weer twee pr’s (verplichte dans en totaalscore) en eindigden als derde Europees paar op plaats vijf. In het seizoen 2010/11 behaalden ze op het EK met de bronzen medaille hun tweede medaille op een ISU kampioenschap.
Nationaal wonnen ze van 2004-2010 zeven opeenvolgende jaren de nationale titel.

## Persoonlijke records
| resultaten t/m 2010     |        |            |          |
| records                 | punten | datum      | toernooi |
| Hoogste totaalscore     | 189.11 | 26-03-2010 | WK       |
| Hoogste verplichte dans | 37.56  | 23-03-2010 | WK       |
| Hoogste originele dans  | 60.13  | 26-03-2009 | WK       |
| Hoogste vrije dans      | 93.60  | 21-03-2008 | WK       |

| resultaten vanaf 2010 |        |            |              |
| Records               | punten | datum      | toernooi     |
| Hoogste totaalscore   | 157.49 | 28-01-2011 | EK           |
| Hoogste korte kür     | 62.96  | 29-10-2010 | Skate Canada |
| Hoogste vrije kür     | 94.62  | 28-01-2011 | EK           |

## Belangrijke resultaten
| Kampioenschap           | 00/01  | 01/02 | 02/03  | 03/04 | 04/05 | 05/06 | 06/07 | 07/08 | 08/09 | 09/10 | 10/11 |
| ----------------------- | ------ | ----- | ------ | ----- | ----- | ----- | ----- | ----- | ----- | ----- | ----- |
| Olympische Spelen       |        |       |        |       |       | 10e   |       |       |       | 8e    |       |
| Wereldkampioenschap     |        |       |        | 14e   | 12e   | 11e   | 11e   | 8e    | 7e    | 5e    |       |
| Europees kampioenschap  |        |       |        | 10e   | 8e    | 8e    | 5e    | 6e    | Brons | 5e    | Brons |
| Nationaal kampioenschap | Zilver | Brons | Zilver | Goud  | Goud  | Goud  | Goud  | Goud  | Goud  | Goud  |       |